# Bon Ménage
Bon Ménage (titre original : A Good Marriage) est un roman court de Stephen King paru en 2010 dans le recueil Nuit noire, étoiles mortes.

## Résumé
Darcy et Bob Anderson sont mariés depuis presque trente ans et vivent un bonheur simple. Un soir, alors que Bob est en déplacement, Darcy fouille dans le garage à la recherche de piles et trouve une boîte contenant diverses pièces d'identité. Elle identifie l'une d'elles comme celle d'une victime du tueur en série Beadie, qui sévit depuis de nombreuses années. En faisant des recherches, Darcy découvre que Bob était à chaque fois en déplacement dans une zone proche des crimes lorsqu'ils ont eu lieu, ce qui achève de la convaincre qu'il est le tueur.
Darcy, incertaine sur la conduite à tenir, va se coucher en remettant sa décision au lendemain. Elle est réveillée par Bob, qui l'a appelée dans la soirée et a senti son trouble. Bob sait qu'elle a découvert son secret et lui explique calmement qu'il a des pulsions homicides depuis l'adolescence et que, malgré tous ses efforts et surtout l'équilibre que Darcy lui a apporté, il n'arrive pas toujours à les contrôler. Bob implore Darcy de ne rien révéler pour le bien de toute leur famille et lui promet de ne plus jamais recommencer. Darcy, secrètement horrifiée, accepte mais doute que son mari tienne son engagement.
Quelques mois plus tard, Bob, numismate amateur, célèbre avec Darcy sa découverte d'une pièce très rare. Profitant de son état d'ébriété, Darcy pousse Bob dans les escaliers et l'achève en l'étouffant. La mort de Bob passe pour accidentelle mais Holt Ramsey, un inspecteur à la retraite, vient ensuite rendre visite à Darcy. Ramsey lui apprend qu'il enquêtait sur les meurtres commis par Beadie et qu'il soupçonnait Bob d'être le tueur. Darcy comprend que Ramsey a découvert qu'elle le savait et qu'elle a tué son mari. Elle le lui avoue d'elle-même et Ramsey lui assure qu'elle a fait ce qu'il fallait et qu'il ne révélera rien.

## Genèse
Stephen King s'est inspiré pour son récit de l'histoire du tueur en série Dennis Rader et du fait que beaucoup de gens s'étonnaient du fait que son épouse n'ait jamais rien soupçonné de ses activités meurtrières.

## Accueil critique
Pour Bill Sheehan, du Washington Post, « King transforme un sujet inquiétant en une histoire fascinante et dérangeante à travers sa maîtrise du détail et sa narration limpide ». Neil Gaiman écrit dans The Guardian que c'est « une idée toute simple qui est racontée à la perfection ». Terrence Rafferty, du New York Times, estime que King façonne « le thème de la double personnalité avec dextérité et guide son histoire vers un climax cathartique et un épilogue astucieux ». Tim Martin, du Daily Telegraph, évoque un récit « fascinant » qui met en avant des « points troublants et significatifs à propos de la justice et du pardon ». Pour Ian Berriman, de SFX, King met en avant la « vie émotionnelle de ses personnages » afin de conduire le lecteur vers un « climax aussi percutant qu'émouvant ». Écrivant pour Bifrost, Thomas Day estime que le récit « pose un peu les mêmes questions que le roman Les Apparences de Gillian Flynn, en y répondant de manière beaucoup plus convaincante ».

## Adaptation
Le récit a été adapté au cinéma par Peter Askin en 2014, avec Joan Allen dans le rôle de Darcy et Anthony LaPaglia dans celui de Bob.